# Alcázar del Rey
Alcázar del Rey es un municipio español, perteneciente a la provincia de Cuenca, en la comunidad autónoma de Castilla-La Mancha. Se halla situado en la comarca de La Mancha Alta. Delimitan su término las localidades de, por el norte Vellisca; por el este Loranca del Campo y Carrascosa del Campo; por el sur los términos de Rozalén del Monte y Uclés, y por el oeste con Huelves. Cuenta con una población de 167 habitantes (INE 2024).

## Historia

### Prehistoria
Aunque los primeros documentos acerca de Alcázar del Rey datan de época medieval, hay vestigios que atestiguan la presencia humana anteriormente a esa época. Por su ubicación geográfica, en La Mancha conquense, la zona debió de estar poblada por pueblos celtíberos, concretamente por la tribu de los olcades.
Ejemplos de estos vestigios son la calzada romana que pasa por el municipio que iba de Segóbriga a Guadalajara, y la sospecha de la ubicación de una villa romana en el término por la cantidad de pedazos de tejas cerámicas aparecidos en tal lugar, además de la aparición esporádica de monedas y de un anillo de bronce, hoy perdido. Incluso fue hallada en el término una estatuilla metálica de un rostro con rasgos ibéricos, y gran cantidad de hachas de piedra pulimentada, perdidos estos restos hoy en día. Sin embargo, en el Museo Arqueológico Provincial, en Cuenca, hay ciertos restos de origen romano, hallados de forma dispersa por el pueblo.

### Edad Media
La historia de Alcázar del Rey se empieza a documentar con el asentamiento de un alcázar árabe en el cerro donde actualmente se encuentra la iglesia parroquial, fechado aproximadamente en el siglo IX. Dicho alcázar constituía parte del sistema defensivo del territorio pasando a formar parte administrativa de la Cora de Santaveria o Santaver, al igual que Huete, ciudad a la que estuvo muy ligado. Tras ser conquistado Huete poco después de la caída de Toledo en 1085, en manos de Alfonso VI, a mediados del siglo XII el municipio pasa a manos cristianas, quedando incorporado al Reino de Castilla. Junto a la barrena natural que era la Sierra de Altomira, frontera en el siglo XII entre los reinos cristianos y los musulmanes durante casi un siglo, la anterior línea defensiva pasó a ser el lugar desde donde, a partir de las defensas de Zorita de los Canes, instalándose en Alcázar un torreón y una capilla hasta la conquista de Uclés (1174) y Cuenca (1177), ya en el reinado de Alfonso VIII. Anteriormente paso a manos cristianas durante un breve período, tras la boda de Zaida  con Alfonso VI, pero al poco tiempo fue reconquistada por el emir, volviendo a manos cristianas tras la conquista de Toledo. En 1137 la ciudad de Huete fue amenazada por los almorávides, y asolado su territorio, en el que se encontraba la población de Alcázar.
En la creación del pueblo, aparte de su posición defensiva y fronteriza, también influyo la existencia de gran cantidad de flujos de agua, necesarios para la vida de las personas y de los animales.
Cuando Huete queda consolidada, tras su total conquista, se erigía dueña y cabeza de un extenso alfoz que, despoblado en gran parte por el abandono masivo de los musulmanes que lo habitaban al huir con sus correligionarios hacia el sur de la península, paulatinamente habrá se irá repoblando a base de los cristianos, procedentes del norte principalmente. Los colonos que eran aceptados como pobladores se les cedía tierras suficientes para hacer frente a las necesidades familiares con su producción. En el Fuero de Huete se dictaron leyes que garantizaban y hacían respetar los derechos de los vecinos que componían el alfoz. El pueblo al ser incorporado a la Tierra de Huete, paso a denominarse Alcázar de Huete.
Se sospecha, por textos medievales que los comentan, que debió de haber otro núcleo de población en el término llamado Arbolete, habiéndose conservado este nombre en la actualidad para llamar a la zona dónde se encontraría.
La posición fronteriza de Alcázar de Huete y su despoblado de Arbolete, entre el señorío de Huete y los territorios de la Orden de Santiago, con sede en Uclés, dio lugar a toda clase de transacciones comerciales con objeto de ampliar las áreas de influencia, tal como sucede con un documento fechado en la collación de San Pedro de Uclés, en diciembre de 1226. Existente en la Biblioteca del Archivo Histórico Nacional (Cod. 1046.B. Tumbo Menor de Castilla, Lib. II.C.63, pág. 208) de Madrid, en el cual:

"Aparicio, hijo de Martín el Yerno, vende a Don Gómez, Prior de Uclés y a sus clérigos una heredad en la carretera de Huete, entre los términos de Arbolete y Uclés, por cinco maravedís y medio"

La importancia de Alcázar en la Alta Edad Media radicó por otro lado en ser «Medianedo» o «Medianeto» entre Huete y Uclés, es decir, en este pueblo se reunía la asamblea popular que dirimía o resolvía en relación con los asuntos de cada uno de los citados distritos. Milagros Rivera Garretas, en su obra "La Encomienda, el Priorato y la villa de Uclés en la Edad Media (1174-1310)" editado en Madrid-Barcelona por el CSIC en 1985, hace referencia al fuero de Uclés dado en Toledo en marzo de 1179. Allí  Pedro Férnandez, maestre de la Orden de Santiago por mandato de Alfonso VIII, concede fuero a Uclés y le otorga como complementario el que dio a Sepúlveda (Segovia) cuando fue poblada, con la excepción de ciertos derechos de que se desprende el rey en favor del señor de la villa. En dos copias del siglo XIII que se conservan del fuero latino de Uclés, puede leerse en el epígrafe o mandato número 25 lo que sigue:

"Et vestros medianedos de Talavera a Toledo, in Madrid, de Avila a Pedraza medianedo, do in Alfariella; de Sepulveda a Aellon, de Fita a Talamanca, medianedo in Almoguera; de Caradena a Cesaraugusta medianedo in Opte, de Opte medianedo in Alcacar".

Este es el documento escrito conocido, en el que aparece por primera vez escrito el nombre de Alcázar. Por otro lado, la dependencia de Huete como parte formante de su tierra le hará partícipe de su fuero y de los privilegios que los distintos monarcas le otorguen a la citada ciudad a lo largo de varios siglos de la Edad Media. 
La población de Huete fue muy parcial con Manrique Pérez de Lara, tutor y regente de Alfonso VIII durante su minoría de edad. Teniendo el rey Alfonso VIII ocho años, en 1164, y en compañía de este, Manrique Pérez de Lara marchó con sus tropas sobre Huete. En esa época toda la Tierra de Huete pertenecía a los Castro, y por lo tanto también el alcázar. Fernando Rodríguez de Castro le salió al encuentro, que se verificó en Garci-Naharro (actual Garcinarro). Seguro el de Castro de que las habría de ver personalmente con el de Lara en la refriega, se despojó de sus insignias para entrar en combate, cuya precaución fue muy oportuna puesto que los de Lara mataron por equivocación a otro caballero que se le parecía en el traje. Por fin, cayendo muerto Manrique de Lara, su hueste dejó el campo de batalla.
En 1172 la ciudad de Huete fue sitiada de nuevo por los almohades, socorriéndola con oportunidad Alfonso VIII. Volvió a ser atacada en 1197 por Abu Yaqub Yusuf al-Mansur y tampoco fue tomada.
En 1290 se hizo en Huete el padrón de las aljaras de los judíos de Castilla, siendo estos muy abundantes por la zona.
Juan I de Castilla hizo merced de Huete para durante su vida en 1388 a Constanza, hija del rey Pedro I. Fue hecha ciudad, gran dignidad para la época, por Juan II de Castilla, aprovechándose de este privilegio toda su tierra. Enrique IV de Castilla la dio, con título de duque, a Lope de Acuña, quien en 1476 la entregó a los Reyes Católicos, a cambio del condado de Buendía, concedido por el rey Fernando el Católico en agradecimiento por los servicios prestados en la sucesión al trono de Isabel la Católica. 
Una vez en posesión real la Tierra de Huete, el pueblo pasa de llamarse Alcázar de Huete a ser Alcázar del Rey, aunque el nombre de Alcázar de Huete se sigue manteniendo varios siglos más, como atestiguan ciertos mapas de los siglos XVI y XVIII, como se ve en el Mapa de Castilla la Nueva, por Tomás López, de 1785 .

### Guerra de Independencia
El 9 de diciembre de 1808, en plena Guerra de la Independencia Española, el general Castaños convocó en dicho pueblo una Junta de General para decidir los movimientos de retirada hacia Cuenca tras la derrota de la Batalla de Tudela:

"Aquellas discordias y la creencia de que el Duque del Infantado podría calmar los ánimos del Ejército e inspirarle una justa confianza, movió a la junta de Generales celebrada en Alcázar de Huete el siguiente día 9, a nombrarle y elegirle por General en Jefe, y, en consecuencia, tomó el mando, dirigiéndose con el Ejército a Cuenca, donde entró el día 10, estableciendo la vanguardia en Jávaga".

Posteriormente en 1809 el general Castaños volvió a pasar por Alcázar del Rey, como se recoge en un impreso fechado en Torremilanos, 21 de diciembre de 1808, incluido en Reales órdenes de la Junta Central Suprema de Gobierno del Reino:

"Me separé del ejército el día 6 [de diciembre] en Alcázar del Rey para dirigirme a Trujillo, y fui en compañía del general Llamas hasta el pueblo de la Solana donde nos separamos cada uno para su destino, llevando conmigo una escolta de 30 hombres de infantería y 15 caballos, muy / suficiente o demasiada en otras circunstancias, pero muy corta en la actualidad que los pueblos no respetan justicia ni gobierno [...]"

### Alcázar del Rey en la Enciclopedia Madoz

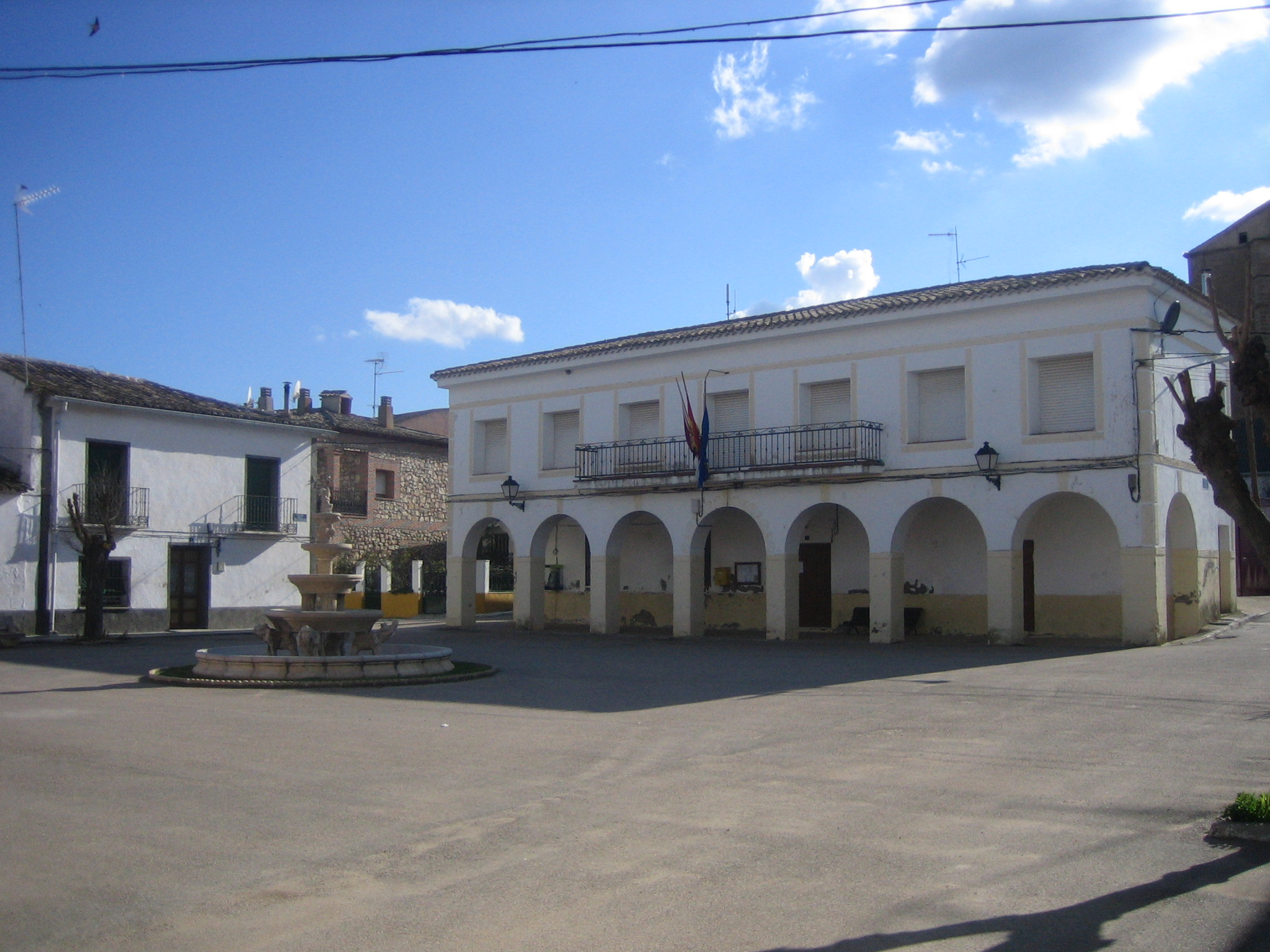
Ayuntamiento y Plaza de la Constitución.

En Diccionario geográfico-estadístico-histórico de España y sus posesiones de Ultramar, conocido como Enciclopedia Madoz, publicada por Pascual Madoz, recoge los siguientes datos sobre Alcázar del Rey en 1848, manteniéndose muchos en la actualidad:

ALCAZAR DEL REY: v. con ayunt. de la prov., y dióc. de Cuenca (10 leg.), part. jud. y adm. de rent. de Huete (2), aud. terr. de Albacete (25), c.g. de Madrid (36): SIT. en la cortadura de una pequeña montaña arenosa á las inmediaciones del r. Rianzares, donde le combaten principalmente los vientos del O.; disfruta de horizonte dilatado, atmósfera despejada, y CLIMA saludable. Tiene 112 CASAS de mediana fab., con bastantes comodidades y bien distribuidas interiormente. Hay casa consistorial con cárcel, un hospital para transeúntes, y una igl. parr. de bastante solidez, la cual es matriz, y tiene por anejo la parr. de Paredes. Sirven el culto un cura párroco de entrada, un beneficiario y un teniente, á cuyo cargo está la igl. filial. Confina el TÉRM. por el N. son el de Vellisca y desp. de Navahermosa; por E. con los térm. de Loranca y Carrascosa; por el S. con los de Rozalen y Uclés, y por el O. con Huelves, extendiendose por todos los puntos 1/2 leg., excepto por el S. que se prolonga poco más de 3/4: se encuentran en esta circunferencia le desp. de Arbolete, 3 pozos de agua potable y 2 de salobre que sirven de abrevadero de los ganados. Le atraviesa el r. arriba mencionado, el cual desciende de Navahermosa, y cruzando el térm. de Huelves, toma el nombre que lleva; y otros arroyuelos de curso incierto y escaso caudal. El TERRENO es de buena calidad y bastante fértil; abunda en pastos, viñedo, olivar, bosques de chopos, de encina, robles y maraña. Pasa por el centro de la v. el CAMINO que desde Tarancón conduce a Cuenca. PROD..: trigo, centeno, cebada, avena, escaña, legumbres, vino, aceite y hortalizas; cria de ganado lanar, y el mular y vacuno necesario para las labores. POBL.: 130 vec., 650 alm.: CAP. PROD.: 2.026,120 rs. IMP.: 101,306

### II República Española y Guerra Civil
En la II República Española el pueblo pasó a llamarse Alcázar de la República.
Durante la guerra civil española, el pueblo permaneció en territorio republicano hasta el final de la contienda. El pueblo permaneció en relativa tranquilidad durante toda la guerra, exceptuando el asesinato por parte de los milicianos de dos curas del lugar, y el incendio de la iglesia parroquial, con sus consiguientes figuras de imaginería y su retablo. 
El 2 de agosto de 1936 llegó a la localidad una partida de milicianos desde Puente de Vallecas, en Madrid, y, entrando en la iglesia parroquial, tiroteado y destruyendo los 12 retablos de madera existentes, así como los altares, imágenes y campanas, destrozando la iglesia. En el municipio fueron asesinados por parte de las fuerzas republicanas cuatro personas. El primero fue Gregorio Pérez López, policía, asesinado por parte de un grupo de policías que llegaron al pueblo en su busca, pues estaba escondido en casa de su suegro. Otros dos fueron los párrocos del pueblo, Miguel Gómez Muñoz y Juan Segura Rubira. 
Miguel Gómez Muñoz (Alcázar del Rey, 19 de septiembre de 1874- 25 de agosto de 1936), se licenció en Teología y desde 1918 fue Profesor de Lógica y Ontología del Seminario San Julián. Era beneficiado de la Catedral de Cuenca y ecónomo de Alcázar. Era sobrino del organista de la Catedral de Cuenca Anastasio Muñoz. Poco después del inicio de la guerra y del comienzo de la persecución de religiosos se escondió junto al cura Juan Segura en un paraje conocido como Albergue del Santo. El 25 de agosto de 1936 fueron descubiertos por unos milicianos, delatados por vecinos del pueblo, y trató de escapar con Juan, que se encontraba enfermo, a cuestas. Llegado cierto momento le faltaron las fuerzas y, abandonando a Juan, trató de huir en solitario, siendo alcanzado en la cabeza por un disparo.
Juan Segura Rubira (Purchena, 21 de septiembre de 1881 - 26 de agosto de 1936) era sacerdote y maestro, hijo también de maestro. En 1899 se diplomó en magisterio, siendo discípulo de Andrés Manjón; el 10 de junio de 1922 se ordena de presbítero y a los pocos meses se hace cargo de la dirección de las Escuelas del Ave María en la Dehesa de la Villa de Madrid. En la primavera de 1936 fueron quemadas las Escuelas y se refugia en casa de la maestra de Alcázar del Rey Emilia Fernández Herreros, miembro del Instituto Secular “Alianza en Jesús por María”, que antes estuvo en el Avemaría de Madrid. Para no poner en peligro a sus anfitriones, junto al Cura Ecónomo del pueblo, don Miguel Gómez Muñoz, marchó al campo el 25 de agosto de 1936. Enfermo, a las pocas horas fue descubierto por los milicianos y finalmente asesinado y decapitado el 26 de agosto entre Tarancón y Belinchón a los 54 años de edad. Al finalizar la guerra su cadáver fue exhumado, apareciendo sin cabeza, y enterrado en el cementerio de Belinchón. Antes de morir le legó sus ahorros a Emilia Fernández, que con ellos tal como era la última voluntad de don Juan, fundó una beca en el Seminario diocesano de Almería a favor de los alumnos que pudieran necesitarla. Fue beatificado el 28 de octubre de 2007.
El último fue José Aparicio Fernández (Mazarulleque, 19 de marzo de 1908 - Alcazar del Rey, 1936), vicario auxiliar de Torrejoncillo del Rey. Tras estudiar en los  seminarios  de Cuenca y de Toledo, recibió el Orden Sacerdotal el año 1930, siendo párroco coadjutor de El Provencio hasta 1934. Cuando empezó la guerra civil en España, se refugió en su pueblo en casa de sus padres, pero los milicianos de Torrejoncillo  fueron a buscarlo y se lo llevaron con la excusa de ir a hacer unas gestiones a Cuenca. Su madre incluso les preparó la cena, pues le dijeron que no tardarían mucho, que volverían enseguida. A los dos días su familia descubrió que había sido asesinado en el término de Alcázar del Rey. Con ensañamiento mutilaron su cuerpo antes de morir y tan impresionada quedó la madre que al poco tiempo, murió de dolor por la muerte de su hijo.
Posteriormente la iglesia fue utilizada de cuartel por los milicianos. Los alcazareños de bastante edad aún recuerdan el crudo invierno de 1937, cuando el pueblo estuvo ocupado por gran cantidad de tropas, alojadas en las casas de los particulares, que iban camino de la batalla de Teruel. Bastantes jóvenes fueron llamados a filas por parte del ejército republicano durante la contienda, muriendo muchos; algunos llegaron a acabar sus días en el campo de concentración nazi de Gusen.
También era natural del municipio Anastasio Fernández Moreno, a pesar de que residía en Madrid durante el transcurso de la guerra civil. Mecánico de profesión, era miembro de UGT y del PSOE, ejerciendo de chofer del Comité Provincial de Investigación Pública, conocido como la Checa de Bellas Artes, encargada de detener, interrogar, torturar, juzgar de forma sumarísima y ajusticiar al margen de las leyes a sospechosos de simpatizar con el bando sublevado. Los chóferes tuvieron como misión trasladar a los dirigentes del Comité a sus hogares, llevar a Bellas Artes y, posteriormente, a Fomento 9, enseres incautados y personas detenidas, y, tras ser éstas juzgadas, llevar al detenido a fusilar. El chófer, en algunos casos, también podía pertenecer al pelotón de fusilamiento, ya que los chóferes formaron parte de los grupos o brigadas del Comité y sirvieron a las órdenes de sus jefes o responsables de grupo. Tras finalizar la guerra fue detenido, juzgado y fusilado el 27 de abril de 1940 en el Cementerio del Este a los 43 años de edad.

## Administración
| Periodo   | Nombre                                                                    | Partido |
| --------- | ------------------------------------------------------------------------- | ------- |
| 1979-1983 | Ignacio Miguel Pradana Bonilla (1979-1980) Félix Yunta Perete (1980-1983) | UCD     |
| 1983-1987 | José Antonio Huete Perete                                                 | AP      |
| 1987-1991 | Paco Del Saz                                                              | AP      |
| 1991-1995 | Paco Del Saz                                                              | PP      |
| 1995-1999 | Paco Del Saz                                                              | PP      |
| 1999-2003 | Julián Regidor Yunta                                                      | PP      |
| 2003-2007 | María Inmaculada López Sanz                                               | PP      |
| 2007-2011 | María Belén García Jiménez                                                | PP      |
| 2011-2015 | María Belén García Jiménez                                                | PP      |
| 2015-2019 | María Belén García Jiménez                                                | PP      |
| 2019-2023 | Julián Regidor Yunta                                                      | PP      |
| 2023-act. | José Antonio Huete Yunta                                                  | PP      |

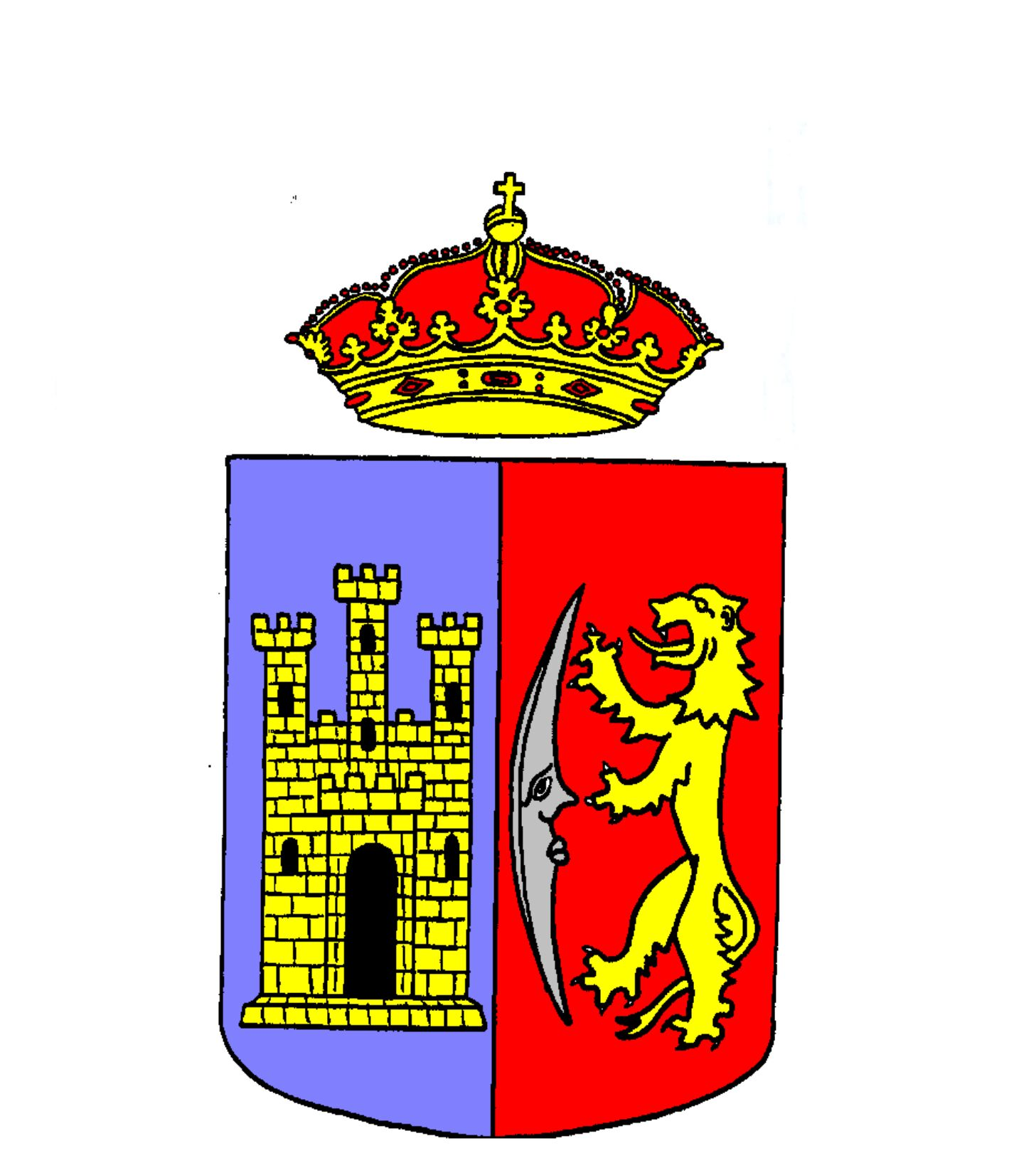
Escudo de Alcázar del Rey.

## Escudo
El escudo heráldico de Alcázar del Rey es un escudo partido, que presenta en la mitad diestra un castillo de oro sobre campo azur, alusivo al nombre del pueblo, que tiene su origen en un primigenio alcázar árabe medieval. En la mitad siniestra del escudo lleva, al igual que sucede con otros pueblos de la comarca que pertenecieron a la Tierra de Huete, las armas de esta ciudad que tiene todo el derecho a llevarlas y que son: sobre campo de gules, un león rampante en oro y un creciente de plata. Esta mitad, con origen en la Reconquista, representa la supremacía cristiana, representada por el león, sobre los musulmanes, representados por la luna creciente. El escudo también lleva una corona real, dada su pertenencia a tierras reales.

## Geografía
Situado en las coordenadas, Latitud 40° 04’ Norte y Longitud 0° 53’ Oeste, el pueblo se ubica sobre dos cerros en las estribaciones de la sierra de Altomira. La altura media es de 885 m s. n. m., siendo el punto más alto el cerro dónde se ubica la iglesia, a 1100 m s. n. m. Ubicado en la cuenca hidrográfica del río Guadiana, atraviesa el término el río Riansares, desembocando este en el río Cigüela, como el río de más importancia, habiendo otros muchos arroyos sin mayor importancia.
Abundan en el término de Alcázar las fuentes de agua, las cuales en los últimos empiezan a secarse o desaparecer debido a varios años de sequías. De igual forma, la precipitación de nieve ha descendido mucho en los últimos 50 años.

## Demografía
Alcázar del Rey cuenta con una población de 167 habitantes (INE 2024).
| Gráfica de evolución demográfica de Alcázar del Rey entre 1842 y 2021                                               |
| |
| Población de derecho según los censos de población del INE Población de hecho según los censos de población del INE |

| 517 | 650 | 848 | 886 | 824 | 767 | 785 | 806 | 889 | 795 | 939 | 845 | 910 | 716 | 460 | 319 | 262 | 244 | 227 | 224 | 214 | 150 |

## Monumentos y lugares de interés

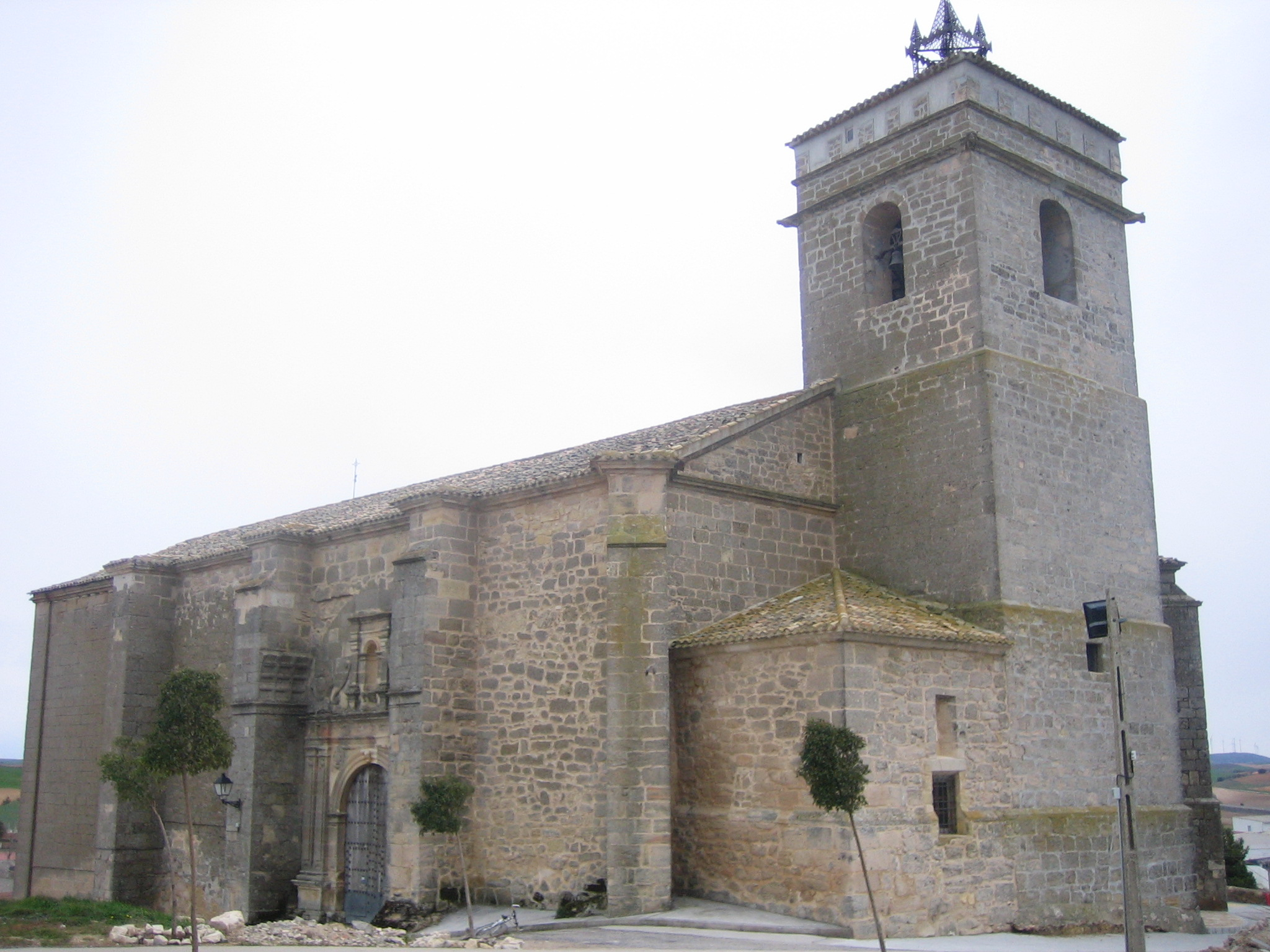
Iglesia de Santo Domingo de Silos.

### Iglesia de Santo Domingo de Silos
Cabe destacar la iglesia de Santo Domingo de Silos, del siglo XV-XVI, restaurada en el año 2003, de un gran valor arquitectónico, fue declarada Patrimonio Nacional. Su torre almenada en el tramo final, perteneció a una original construcción defensiva de origen árabe, a la que debe su nombre el pueblo ("alcázar").
De grandes proporciones, es un edificio de tres naves. Tiene forma de salón trapezoidal. La bóveda central es vaída, la de la cabecera ovalada y los laterales de lunetos. Durante la guerra civil española perdió su retablo y sus imaginería, de época barroca, junto con todos los documentos históricos del municipio, durante un incendio. Durante esa misma época fue usado de cuartes por los milicianos republicanos.
El escritor Manuel Real Alarcón en su libro Pueblos de Cuenca nos habla de la citada iglesia:

"el nombre de la villa y la majestuosidad de su ubicación con la grandiosidad de su iglesia-fortaleza ofrece al viajero el interés por su visita".

### Molino de Viento

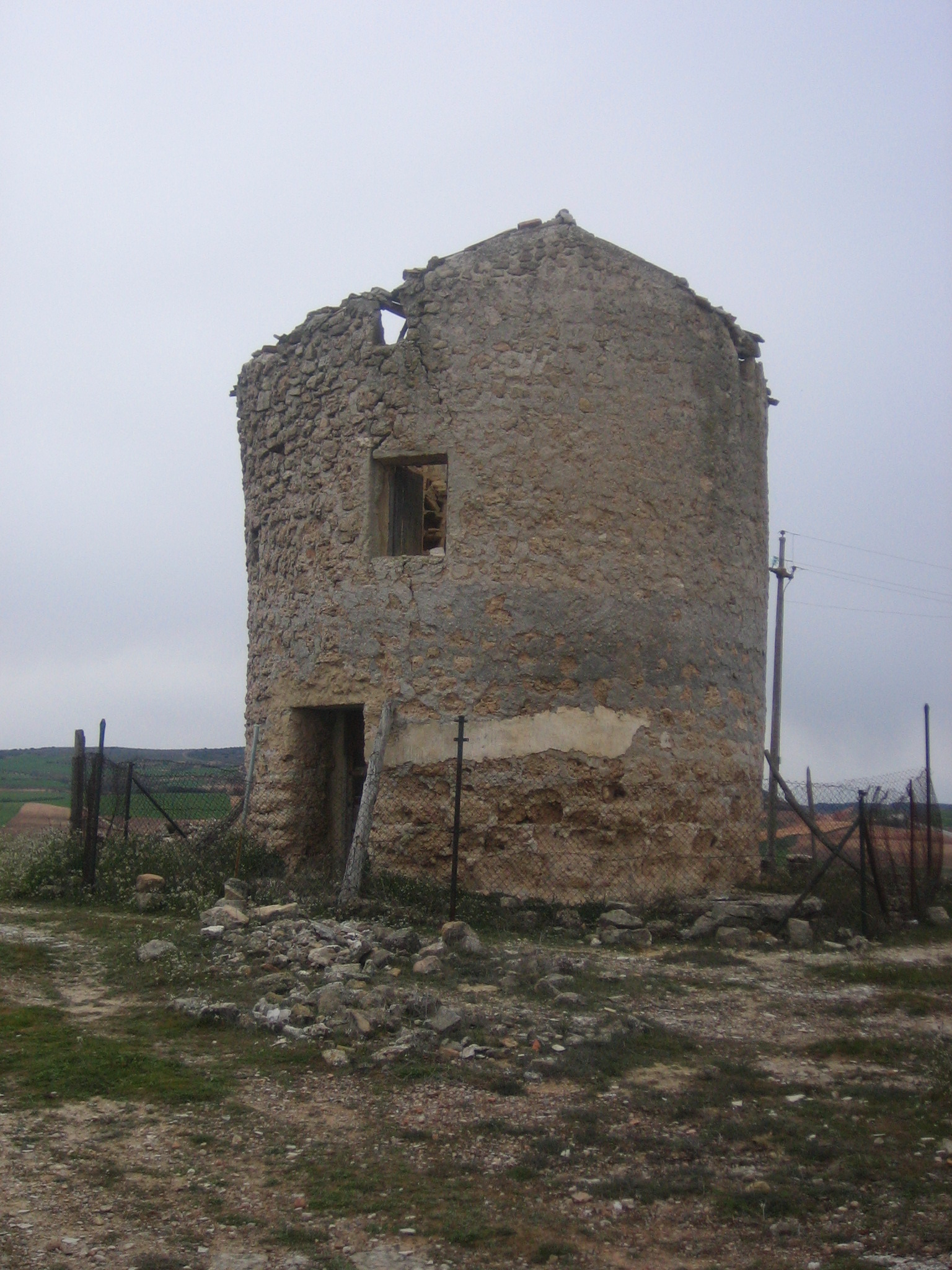
Supuesto molino de viento.

En lo alto de una loma del pueblo existe lo que se sospecha pudo ser un molino de viento, excelente ejemplo de la industria popular de La Mancha, en desuso desde hace siglos, y en estado ruinoso. Está teoría la avalan su forma y su ubicación. Julián Alonso Fernández, profesor de Geografía General y de España de la Universidad Complutense de Madrid, en la Gran Enciclopedia de Madrid y Castilla-La Mancha recoge:

"[...] Alcázar del Rey es el único lugar de toda la Mancha Conquense, con la única excepción de Mota del Cuervo, en que aún se conservan molinos de viento [...]"

Aun así, los más viejos del lugar nunca llegaron a conocer tal molino, recordando como uso más antiguo del lugar, el de palomar.

### Otros
Otros restos de interés en el término son unas tumbas talladas en la piedra, quizá romanas, en la zona de La Ballestera, vestigios de la vía romana que comunicaba Segóbriga con Guadalajara, una Cañada Real que atraviesa el término, y el acuedúcto del Trasvase Tajo-Segura.
Además merecen especial atención las Chozas de los pastores, emblema de la arquitectura popular de la zona, varias en estado ruinoso y otras perfectamente conservadas.

## Gastronomía
La cocina de Alcázar tiene gran cantidad de platos comunes con el resto de pueblos pertenecientes a La Mancha. Entre estos cabe mencionar el cordero asado, el lomo a la orza, el conejo al ajillo, las gachas manchegas, el pisto manchego. Otros guisos tradicionales son la sopa de ajo, la caldereta de cordero (preparada sobre todo en celebraciones populares), el cocido, y todos los productos de la matanza, tanto frescos (panceta, oreja, morro de cerdo, zarajos) como las conservas (chorizos, jamón, morcilla de cebolla, tocino, lomo a la orza). Entre los dulces típicos están las torrijas, el arroz con leche, los buñuelos, los pestiños, los mantecados, la leche frita, las papartas y las rosquillas de anís.
Hoy en día perdida, pero antaño también era típica la producción de miel (quedando en la actualidad escasas colmenas), de queso manchego y de vino.

## Fiestas y tradiciones
Lanzamiento de Reja

## Transporte
Al pueblo se accede en tractor o en coche, a través de la carretera Nacional 400 Toledo-Cuenca, o a través de la nueva autovía A-40 Toledo - Cuenca. En el pueblo hay parada de autobús de la empresa [http://www.auto-res.es Archivado el 1 de julio de 2010 en Wayback Machine.

## Economía
Se basa principalmente en la agricultura.

## Personas destacadas
- Andrés Carrascosa Coso, Arzobispo y Nuncio Apostólico en Panamá; nacido en Cuenca pero criado en Alcázar.

## Galería

### Iglesia de Santo Domingo

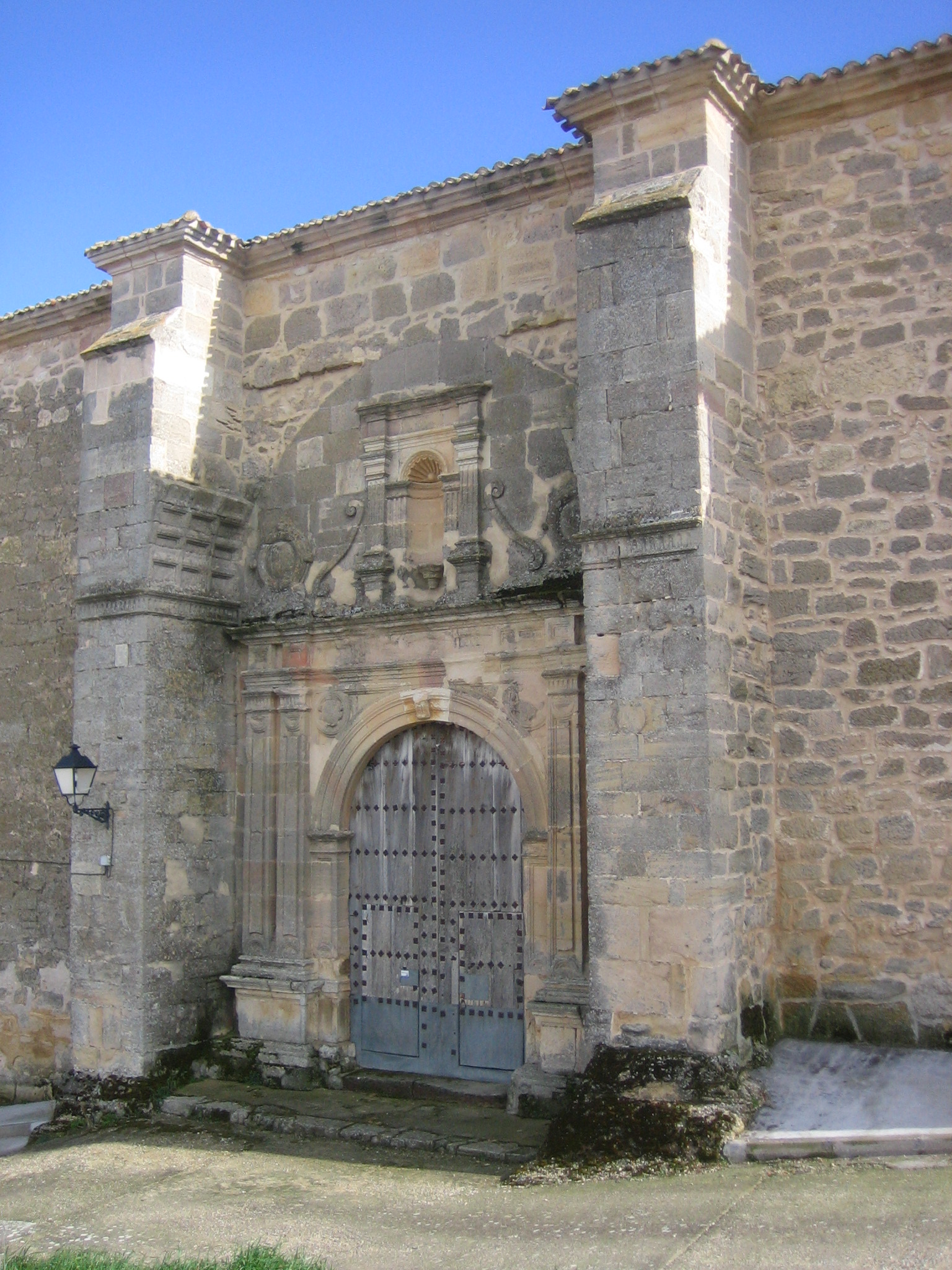
Puerta norte de la Iglesia de Santo Domingo
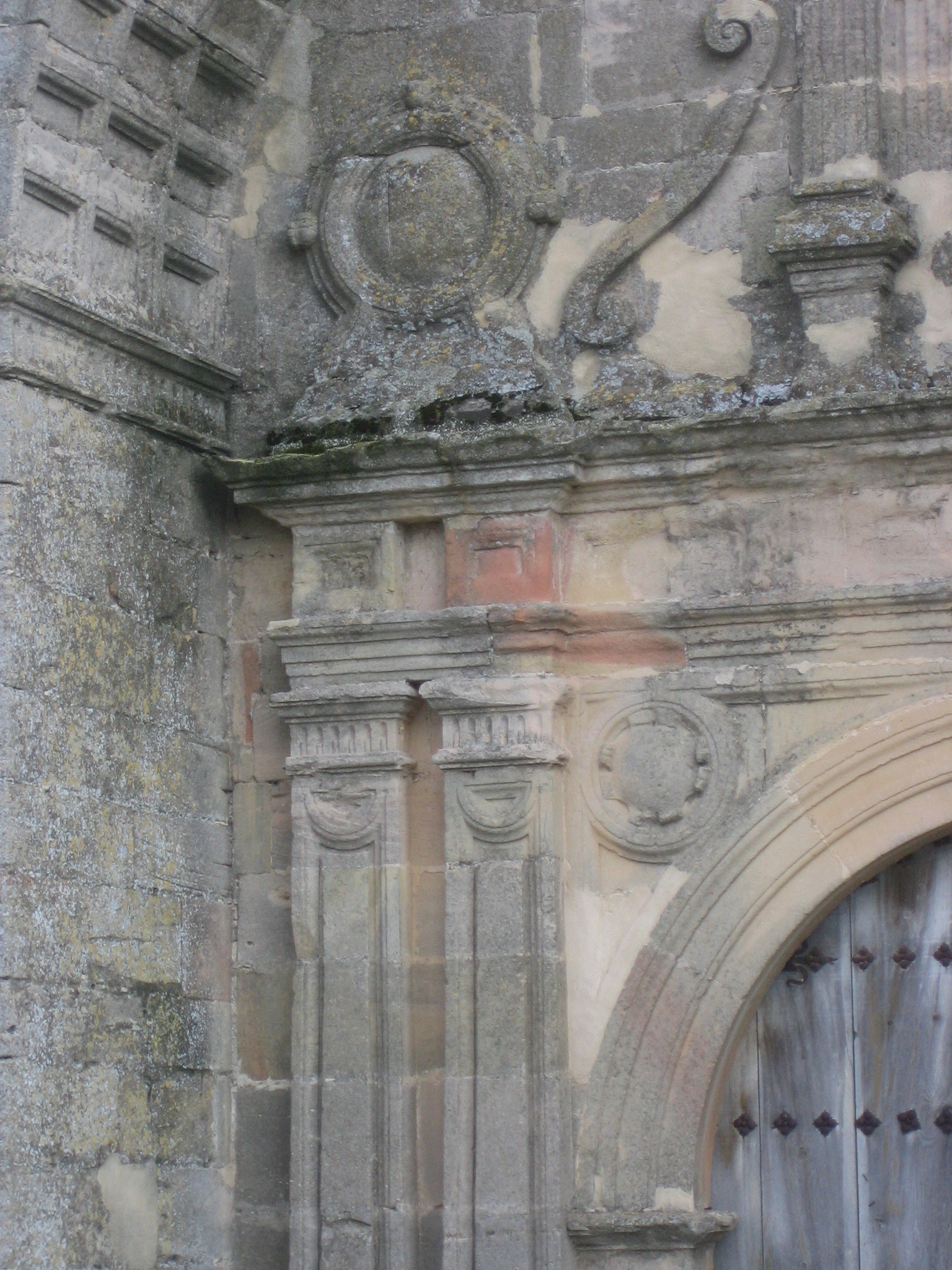
Detalle de la puerta norte de la Iglesia de Santo Domingo
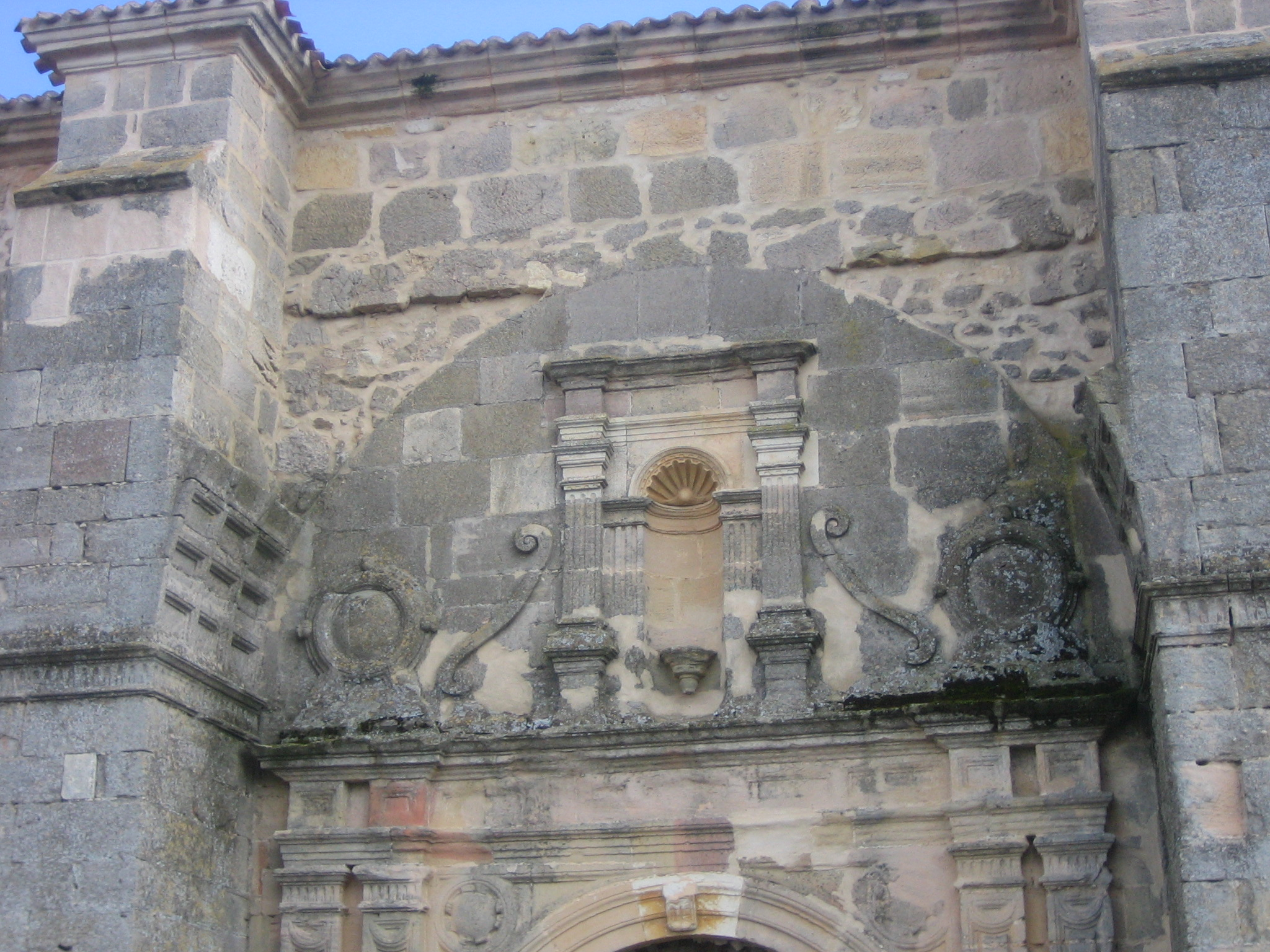
Detalle de la puerta norte de la Iglesia de Santo Domingo
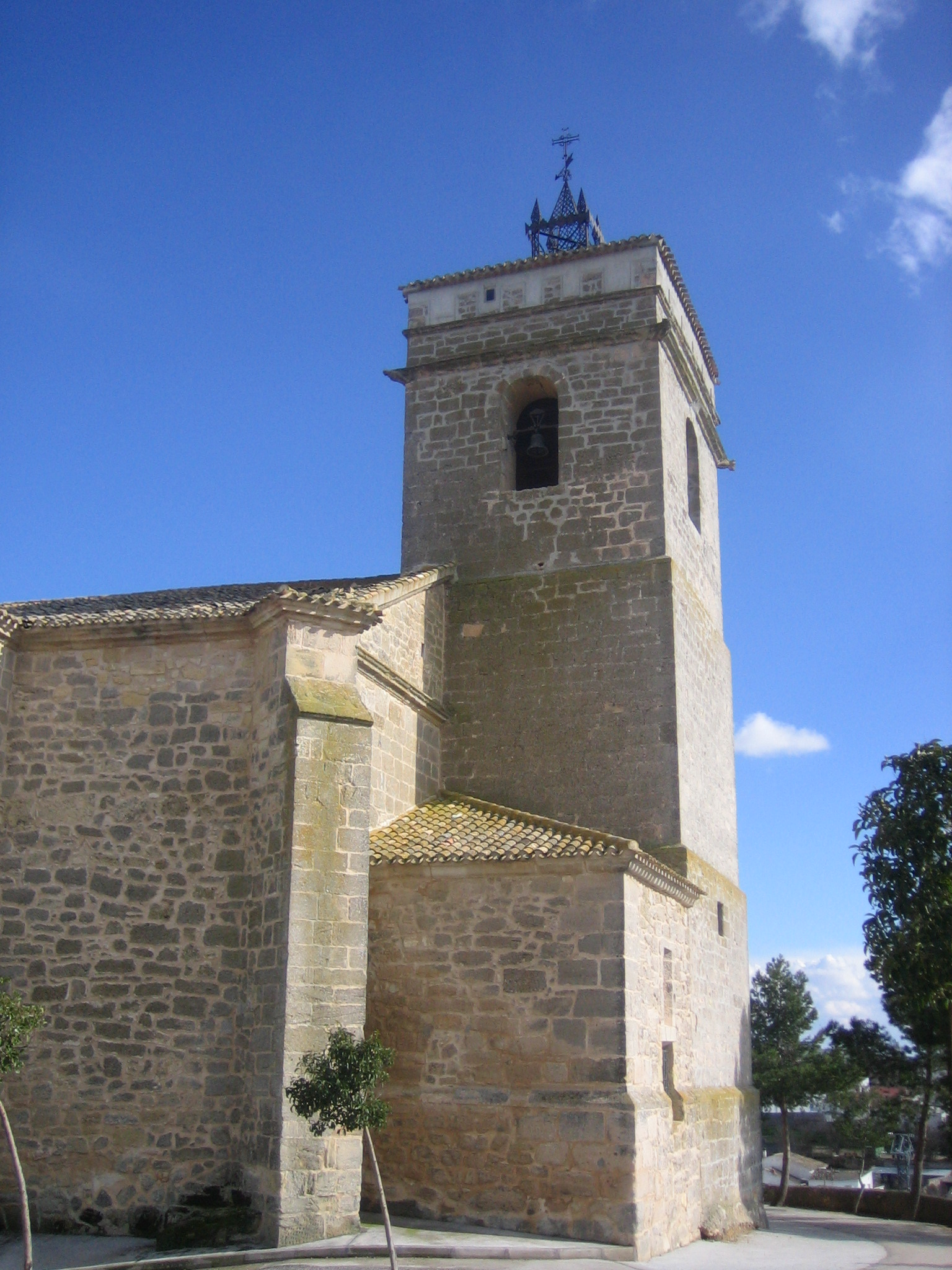
Torre de la Iglesia de Santo Domingo
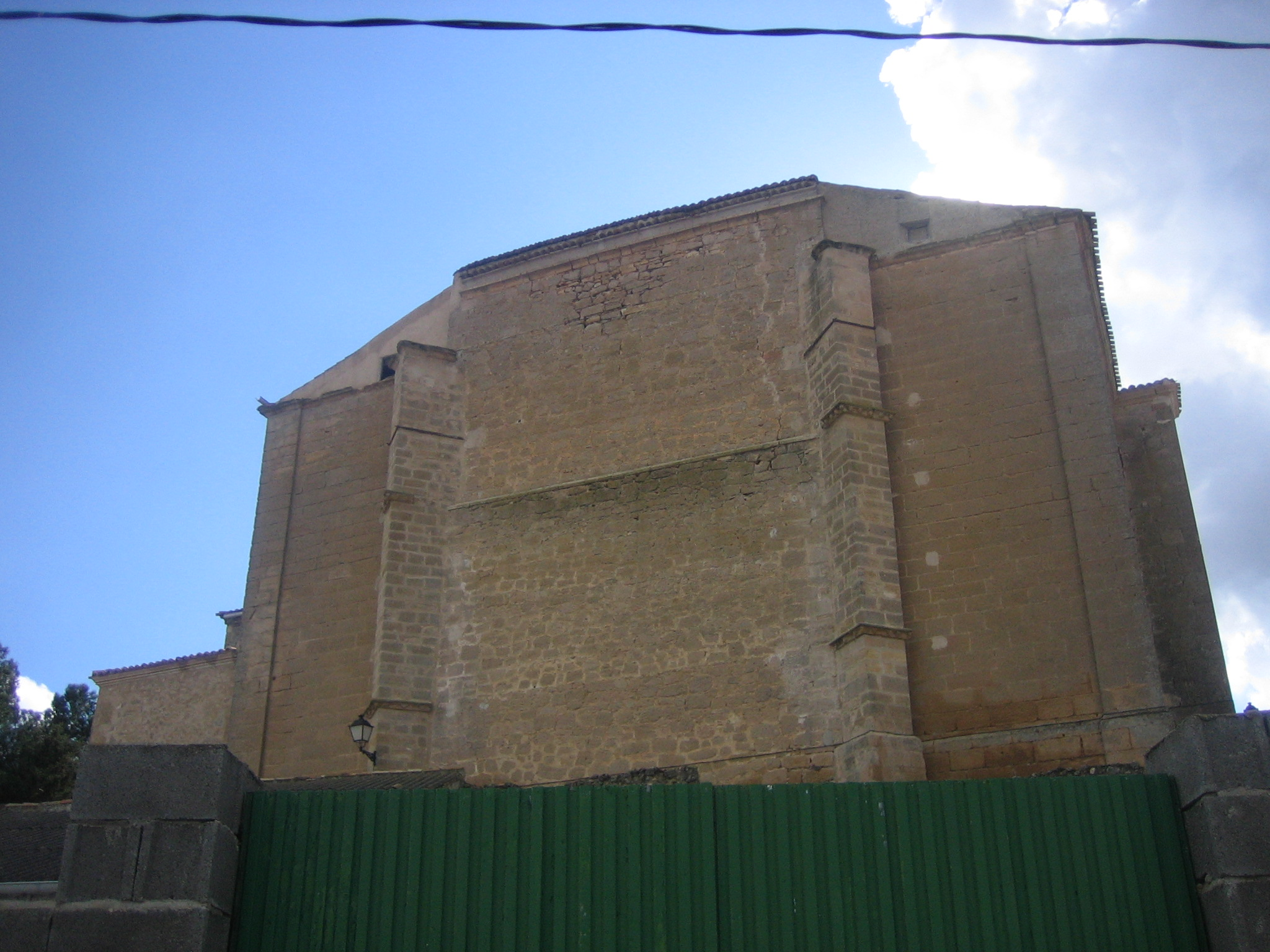
Parte posterior de la Iglesia de Santo Domingo
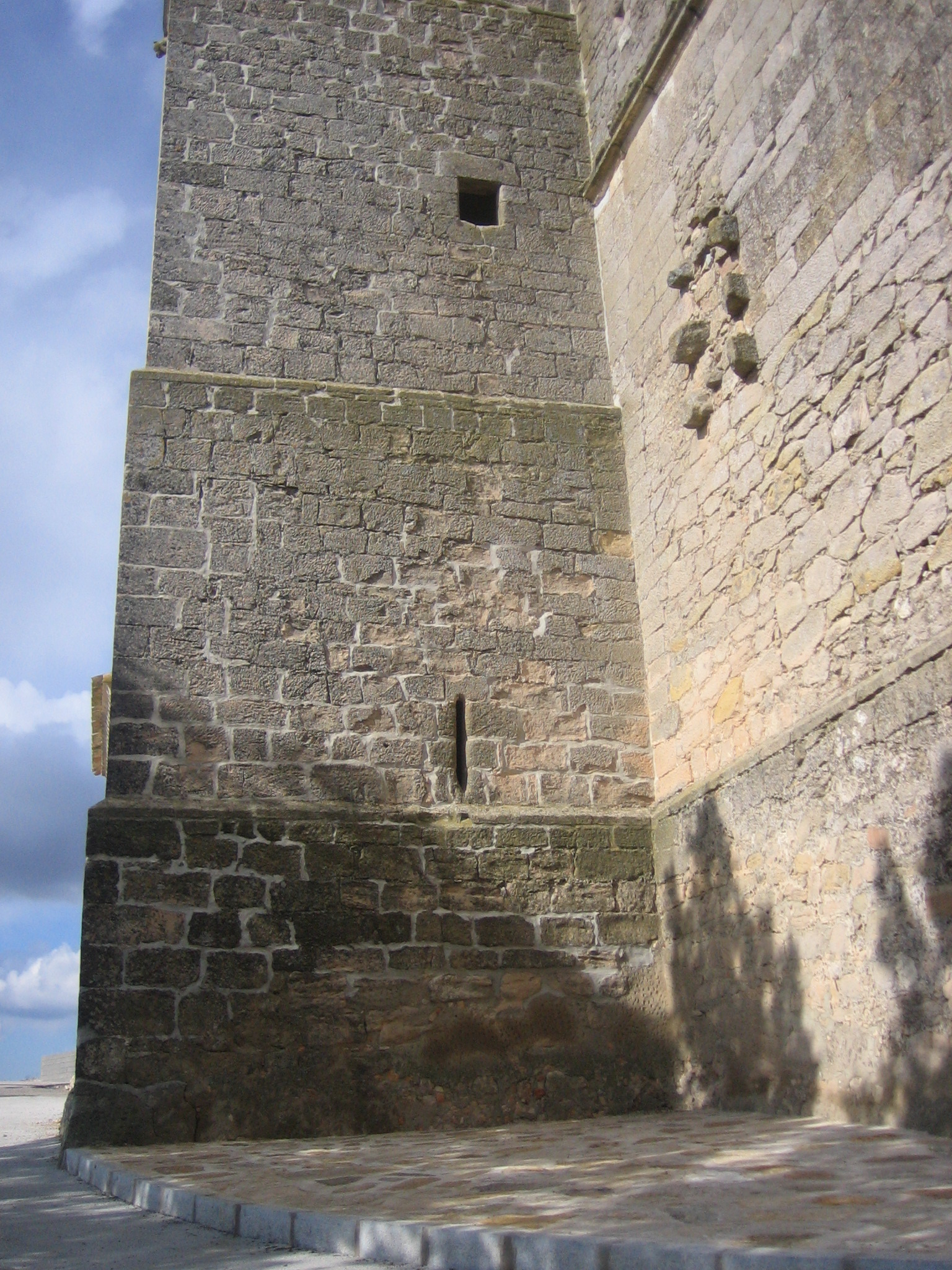
Saetera en la torre de la Iglesia de Santo Domingo